# Sinis
 

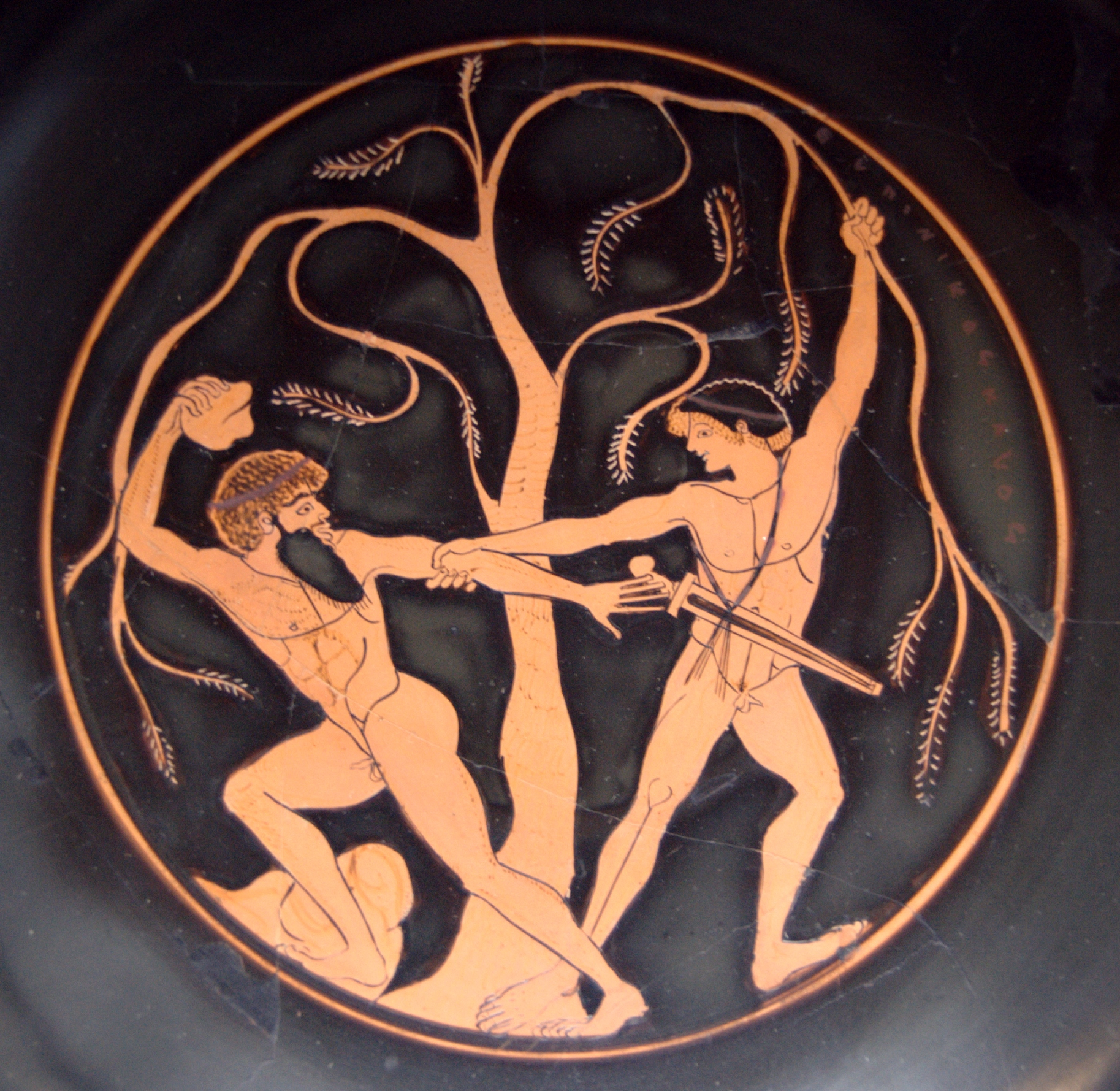

En la mitología griega, Sinis (Σίνις, Sínis) era un malhechor con una inmensa fuerza que fue matado por Teseo en uno de sus trabajos. Teseo lo mató no porque personalmente lo hubiera practicado o tuviera costumbre, sino dando prueba de que la virtud (ἀρετή) está por encima de cualquier clase de técnica (τέχνη) y ejercitación.
«En segundo lugar mató a Sinis, hijo de Polipemón (o Pemón) y Silea, hija de Corinto. Sinis era llamado Pitiocamptes o Pitiocantes (Πιτυοκάμπτης, pityokámptes, esto es «doblador de pinos»), pues residía en el istmo de Corinto y obligaba a los que pasaban a doblar pinos: los que por su debilidad no podían hacerlo, eran lanzados al aire por los árboles y perecían. De este mismo modo Teseo hizo morir a Sinis».
Pausanias, en cambio, extiende el episodio. Dice que al comienzo del Istmo hay un lugar donde el bandido Sinis cogía pinos y los doblaba hacia abajo, y a cuantos vencía en lucha los ataba a dos pinos y dejaba que los árboles fuesen de nuevo hacia arriba. Entonces cada uno de los dos pinos arrastraba consigo al que estaba atado, y como la cuerda no cedía hacia ningún lado, sino que era forzada igualmente por ambos lados, el que estaba atado era descuartizado en el suplicio. De esta manera fue también destrozado el propio Sinis por Teseo, pues Teseo limpió de malhechores el camino que conduce de Atenas a Trecén.
Sinis tenía una hija, Perigune, que se había ocultado en una plantación de espárragos cuando Teseo daba muerte a su padre. Luego Perigune se unió al héroe, concibiendo a Melanipo. Melanipo, su hijo Yoxo y sus descendientes mostraron especial devoción por los espárragos, ya que a ellos debían la vida de su antepasado.
Sin embargo, algunos dicen que Teseo mató a Sinis muchos años después y le dedicó los Juegos ístmicos, aunque habían sido fundados por Sísifo en honor de Melicertes, el hijo de Ino.